# Stylocline intertexta
Stylocline intertexta là một loài thực vật có hoa trong họ Cúc. Loài này được Morefield miêu tả khoa học đầu tiên năm 1992.